# 沃爾峰
沃爾峰（英語：Wall Peak）是南極洲的山峰，位於麥克羅伯特森地，處於哈斯基山東南面9公里，屬於查爾斯王子山脈的一部分，澳大利亞探險隊根據空中照片繪入地圖，現時由南極條約體系管理。